# Зигмунт Смальцеж
Зигмунт Смальцеж (пол. Zygmunt Smalcerz, 8 червня 1941) — польський важкоатлет.Олімпійський чемпіон 1972 року в категорії до 52 кг, учасник 1976 року.
Чемпіон світу 1971 (до 52 кг), 1972 (до 52 кг), 1975 (до 52 кг) років, бронзовий призер 1973 року в категорії до 52 кг.